# Waldshut-Tiengen

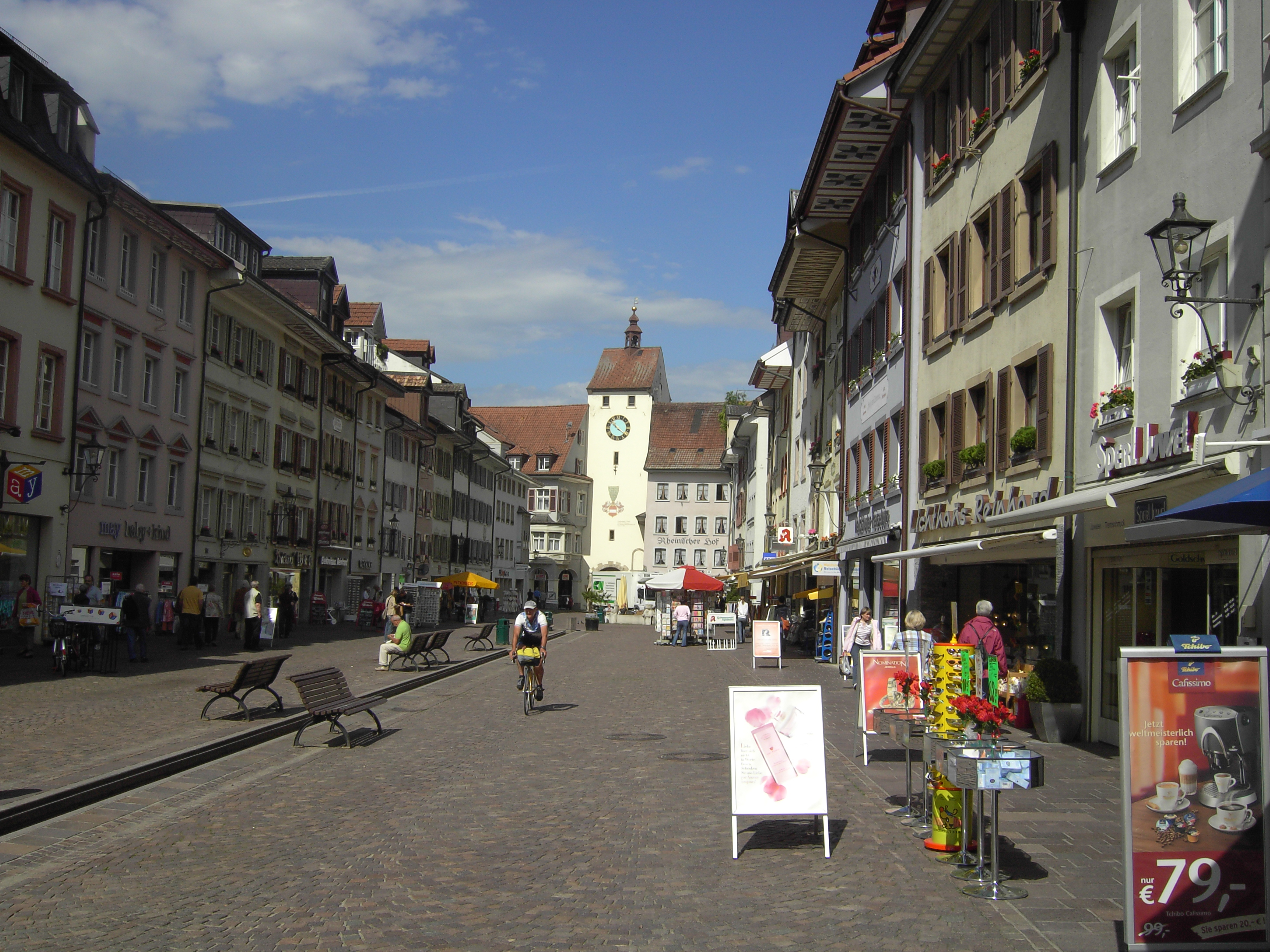
Waldshut

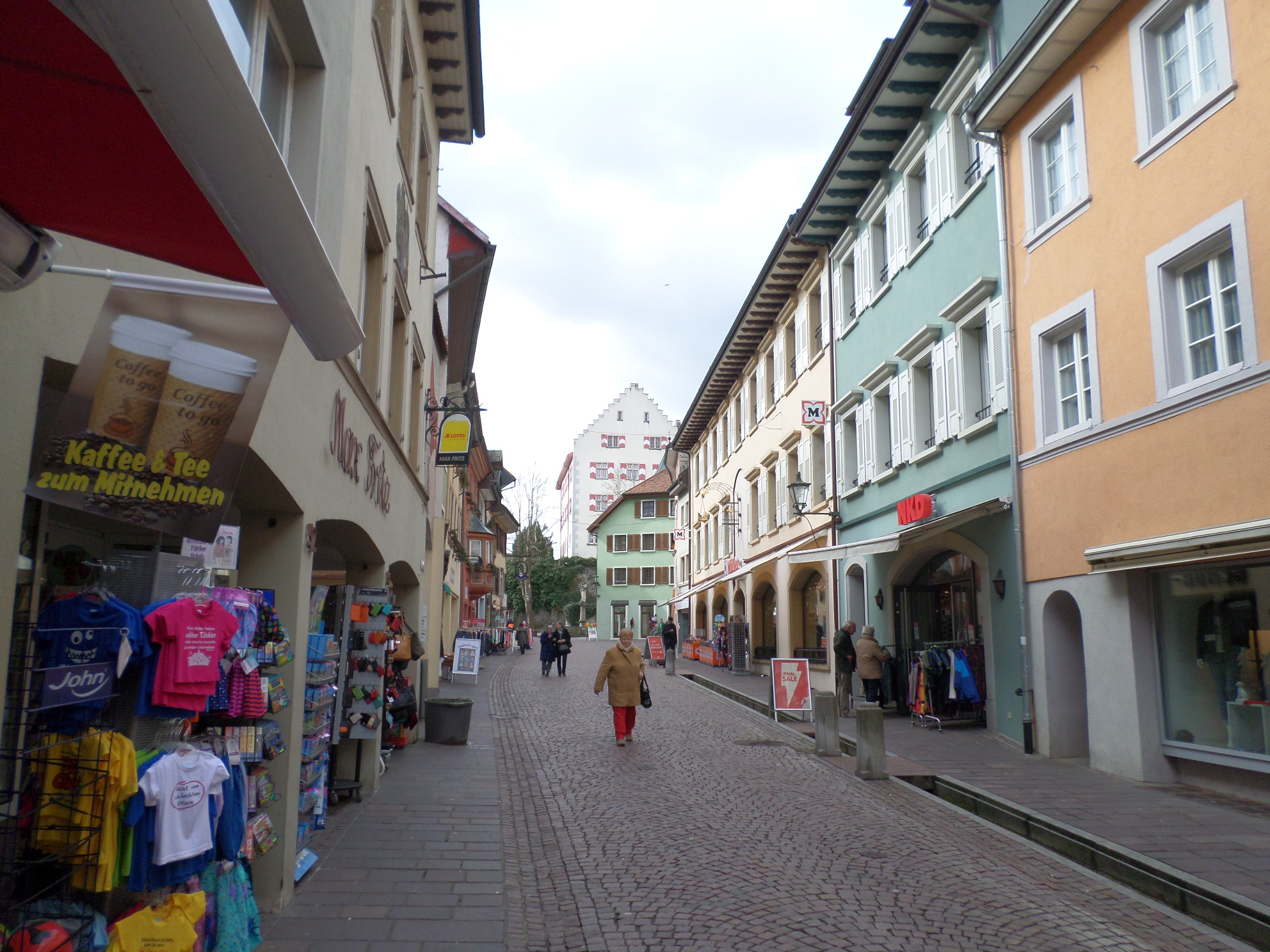
Tiengen

Waldshut-Tiengen (pronunciación en alemán: /ˌvalt͡shuːtˈtiːŋən/ⓘ) es la capital administrativa del distrito de Waldshut en la Selva Negra meridional en el sur de Baden-Wurtemberg, Alemania. El núcleo urbano está aproximadamente 2 km al oeste de la desembocadura del río Aar en el Rin. Las ciudades suizas de Basilea y Zúrich están a una distancia de 50 y 60 km, respectivamente.